# 贊德語
贊德語（Pazande）是贊德語族中使用人數最多的一種語言。使用者種語言的人稱為贊德人，他們主要分布於剛果民主共和國東北、南蘇丹西部以及中非共和國的東部。

## 外部鏈結
- PanAfrican L10n page on Zande （页面存档备份，存于）

Template:Languages of the Central African Republic
Template:Languages of the Democratic Republic of the Congo
Template:Languages of South Sudan